# Jean-Pierre Thorn
Pour les articles homonymes, voir Thorn.
Jean-Pierre Thorn est un réalisateur français né le 24 janvier 1947 à Paris et mort le 5 juillet 2025 à La Tranche-sur-Mer,,.

## Biographie

### Famille et jeunesse
Fils de Jacques Thorn, cadre technique au sol d’Air France dont la carrière se déroula en Afrique, et de Liliane Dianoux, assistante sociale puis femme au foyer afin d'élever ses trois enfants, Jean-Pierre Thorn passe une partie de sa prime jeunesse au Cameroun où il fréquente l’école primaire. Après un an à Antibes (Alpes-Maritimes), il suit le cycle du secondaire, de la cinquième à la seconde, à Abidjan (Côte d’Ivoire). Son père est muté à Alger en 1962.

### Formation secondaire et supérieure
Compte tenu des événements qui se déroulent en Algérie, sa mère s'installe à Aix-en-Provence. Le jeune homme y suit les classes de première et de terminale et obtient un baccalauréat de sciences expérimentales en 1964. Après une année de propédeutique à la faculté des lettres d'Aix (1964-1965), il s’inscrit de 1965 à 1969 à la faculté des lettres et sciences humaines de Paris. Durant l’année 1968-1969, il suit le séminaire de Roland Barthes à l'École pratique des hautes études) à Paris.

### Carrière
Sa carrière commence alors qu'il est à Aix-en-Provence par des mises en scène théâtrales.
Il tourne son premier court métrage en 1965 et, en 1968, son premier long métrage dans l'usine occupée de Renault-Flins, Oser lutter, oser vaincre, Flins 68, exemple du cinéma militant. Il abandonne ensuite le cinéma pour un poste d'ouvrier à l'usine Alsthom de Saint-Ouen où il exerce des responsabilités syndicales au sein de la CFDT.
Il fait son retour dans le monde du cinéma en 1978 ; il réalise plusieurs documentaires et, en 1989, le long métrage Je t'ai dans la peau autour de la victoire de François Mitterrand à la présidence de la république en 1981.
En 1992, il est l’un des créateurs de l'Acid (Association du cinéma indépendant pour sa diffusion).
Avec L'Âcre parfum des immortelles qui sort en 2019, il propose un film hybride qui mêle souvenirs personnels de son amour de jeunesse, Joëlle, morte prématurément au début des années 1970, extraits de ses précédents documentaires, dont il a retrouvé certains des protagonistes, et rencontre avec un groupe de Gilets jaunes.

### Prise de position
Jean-Pierre Thorn co-signe en mai 2019, parmi 1 400 personnalités du monde de la culture, la tribune « Nous ne sommes pas dupes ! », publiée dans le journal Libération, pour soutenir le mouvement des Gilets jaunes et affirmant que « Les gilets jaunes, c'est nous ». Ainsi qu'il le dit à ce propos quelques mois plus tard sur France Culture, 

« On a beau nous matraquer, nous mutiler, on ne renonce pas. La passion de changer le monde, on l'a dans ses tripes. »

### Mort
Jean-Pierre Thorn meurt le 5 juillet 2025 à l’âge de 78 ans.

## Distinction
- Prix Charles-Brabant 2023[11]

## Filmographie
- 1966 : Emmanuelle (ou Mi-vie) (court métrage), primé en 1966 au festival du film 16 mm d'Évian
- 1968 : Oser lutter, oser vaincre, 15 mai-18 juin 1968[12] (long métrage)
- 1980 : Le Dos au mur (documentaire)
- 1981 : La Grève des ouvriers de Margoline (moyen métrage)
- 1989 : Je t'ai dans la peau[7] (long métrage de fiction)
- 1993 : Bled Sisters[13]
- 1997 : Faire kiffer les anges (documentaire)
- 2003 : On n'est pas des marques de vélo (documentaire)
- 2006 : Allez, Yallah ! (documentaire)
- 2010 : 93 La Belle Rebelle (documentaire)
- 2019 : L'Âcre Parfum des immortelles

### Radio
- « Jean-Pierre Thorn : "On a beau nous matraquer, nous mutiler, on ne renonce pas : la passion de changer le monde, on l'a dans ses tripes" », France Culture, Le Réveil culturel de Tewfik Hakem, le 23 octobre 2019.